# Côtebrune
Côtebrune je francouzská obec v departementu Doubs v regionu Burgundsko-Franche-Comté. Žije zde 82 obyvatel.

## Geografie

### Sousední obce
| Růžice kompasu | Glamondans |         | Aïssey          | Růžice kompasu |
| Růžice kompasu | Sever      |         |                 | Růžice kompasu |
| Růžice kompasu | Côtebrune  |         |                 | Růžice kompasu |
| Růžice kompasu | Jih        |         |                 | Růžice kompasu |
| Růžice kompasu |            | Gonsans | Magny-Châtelard | Růžice kompasu |